# 자코포 다 폰토르모
자코포 다 폰트로모(Jacopo da Pontormo, 1494년 ∼ 1556년)는 이탈리아의 화가이다. 피렌체파 마니에리스모의 대표적 작가이다.
일찍이 고아가 되어 피렌체로 나와 안드레아 델 사르토에게 배웠다. 초기 작품인 <이집트의 요셉>(1515)에서는 근경과 원경의 공간 처리가 명료하지 않고, 특히 중세적 요소를 몇 군데서 볼 수 있다. 후경의 건물은 뒤러의 판화 <방탕한 자식>(1498)에서 본을 받은 것이다.
<십자가 강림(降臨)>(1526∼28)에는 인상(人像)의 중첩이 십자가를 대신한다. 화면은 이차원적인데 중앙의 빈 곳에 유선(有線)이 상승·하강하고 있다. 불안정감은 동부(胴部)의 극단적인 신장(伸長)으로 강조되었고, 또 청색과 핑크색의 밝은 배합이 인물상을 한층 우미하게 한다.
그는 내향적이고 염세주의자였는데, 1년 반(1555∼56)에 걸친 일기에서 만년의 산 로렌초의 프레스코화의 제작 상황을 전한다. 그보다 적극적인 성격이었으나 뜻밖의 일로 자살했다고 하는 로소도 안드레아 델 사르토의 아틀리에에서 배웠다.

## 주요 작품

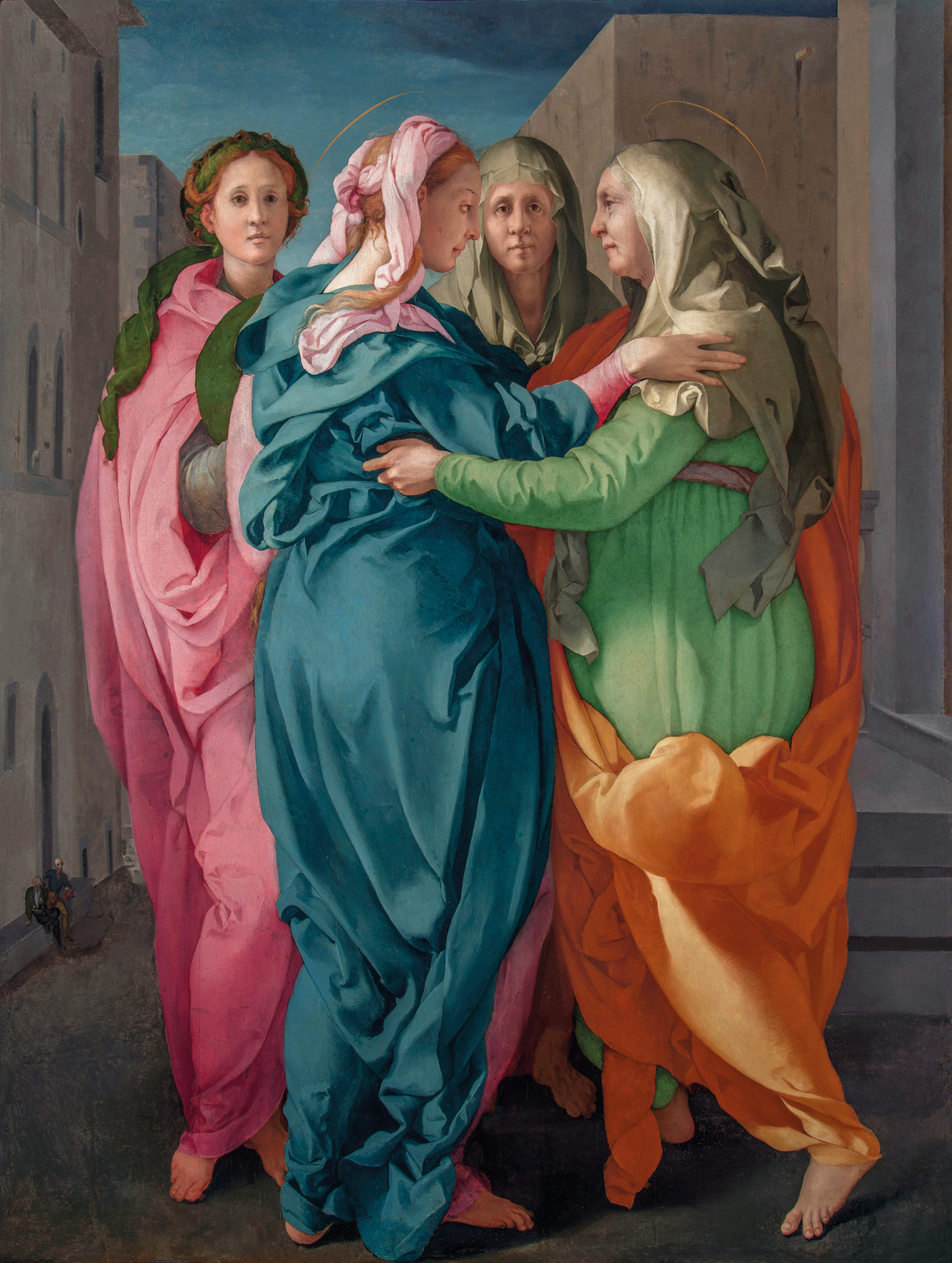
Visitation of Carmignano
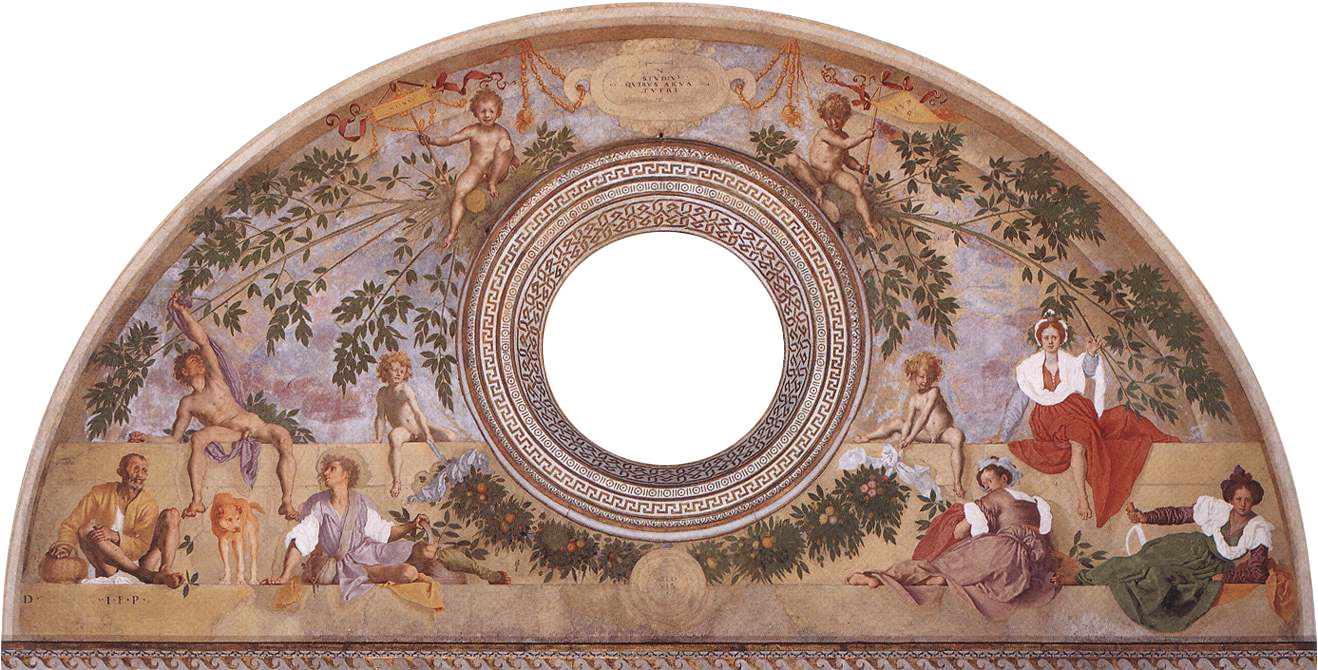
Vertumnus and Pomona
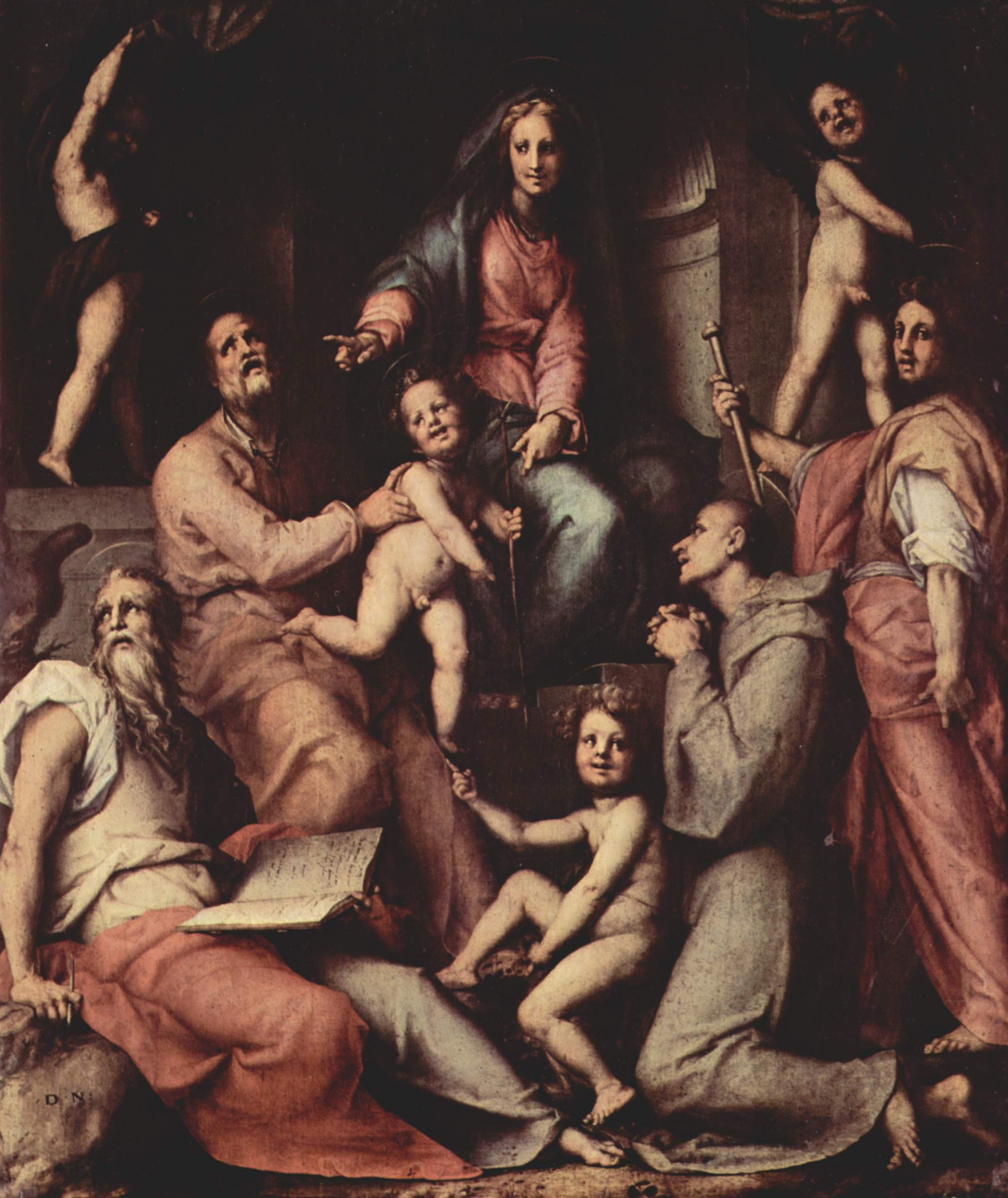
Madonna with Child and Saints
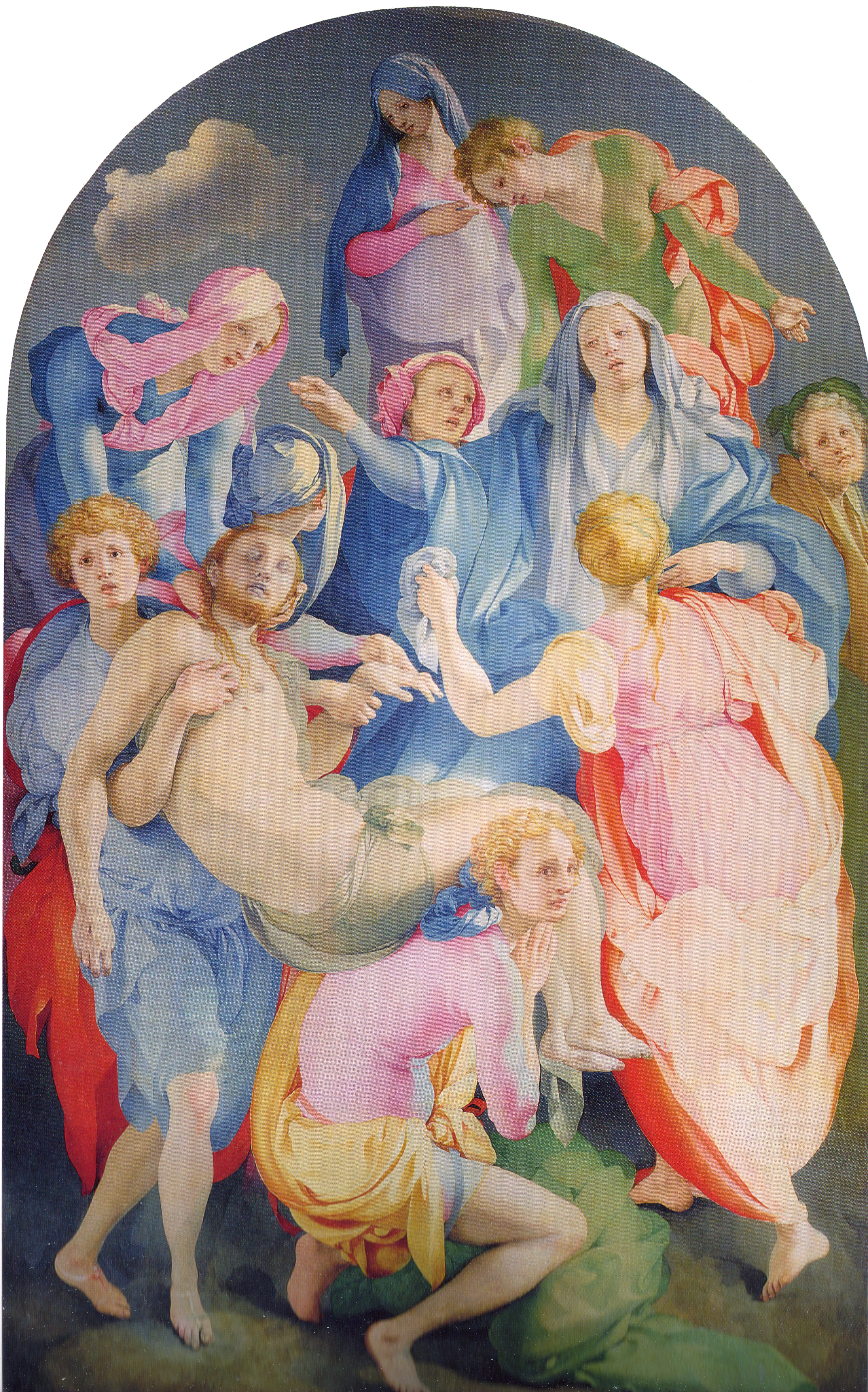
The Deposition from the Cross